# Metabus

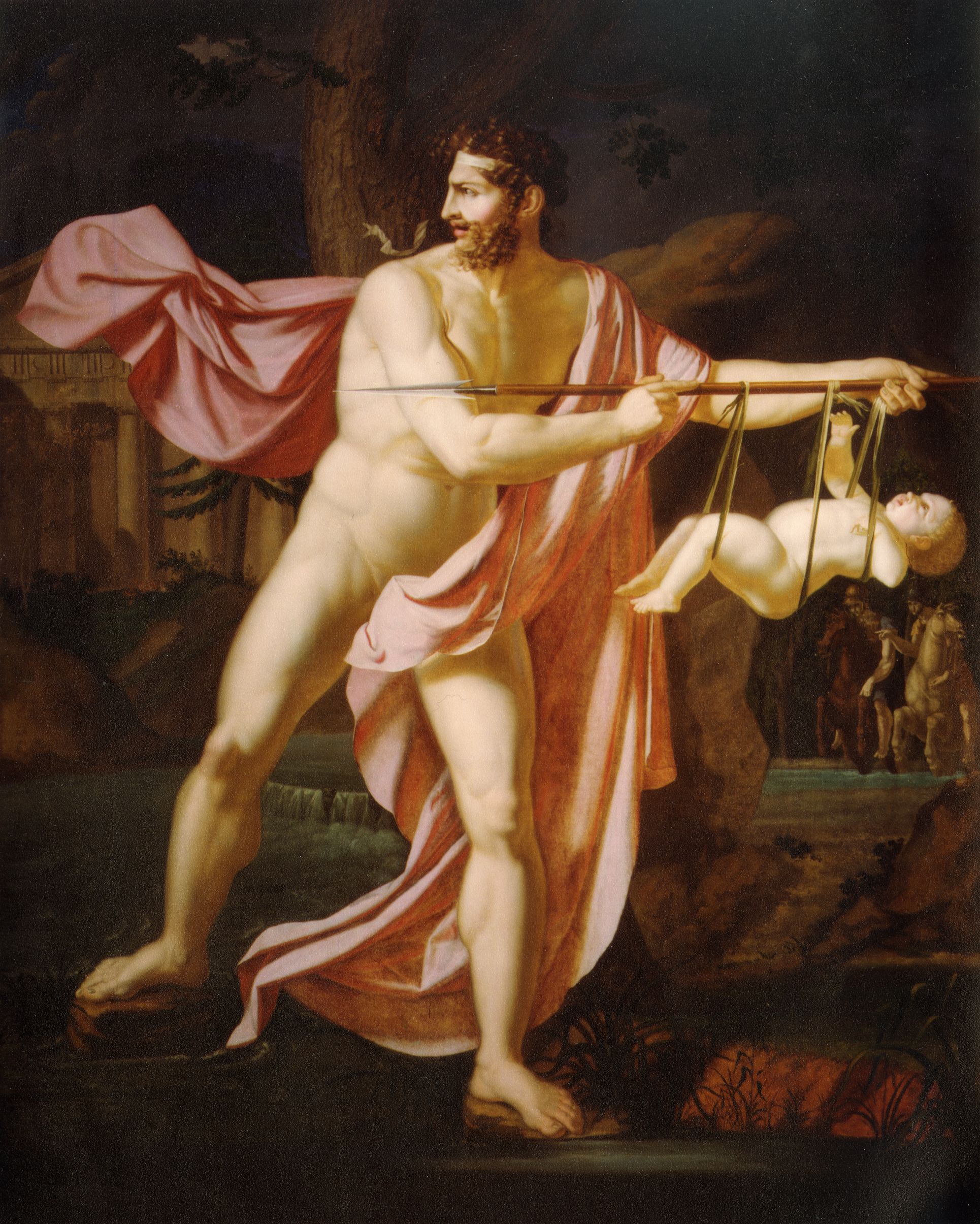
Metabus

Metabus (en grec antic Μέταβος), va ser, segons l'Eneida, un rei dels volscs d'origen etrusc. Era sobirà de la ciutat de Privernum i pare de Camil·la, amb la qual va ser desterrat pel seu poble quan va morir la seva dona.
Va sortir de la ciutat, i el riu Amasè, un petit riu del Laci, li bloquejava el pas. Tement per la vida de la seva filla, que acabava de néixer, la va lligar a una llança. Encomanant-la a Diana i prometent-li que si sobrevivia, Camil·la seria una guerrera verge al seu servei, va llençar la javelina a l'altra banda del riu. Ell va passar el riu nedant, i van refugiar-se als boscos, on van passar molts anys vivint de la caça i sense gairebé contacte humà. Anys després, la seva filla ajudaria al rei Turnus a lluitar contra Eneas. Aquesta història, explicada amb detall per Virgili, recull diverses llegendes populars i ja era coneguda per Cató el Vell.
Servi relaciona el nom d'aquest heroi amb l'epònim de la ciutat de Metapont, a la Magna Grècia, que s'hauria anomenat en un primer temps, Metabos.